# Вітор Мелу Перейра
Вітор Мелу Перейра (порт. Vítor Melo Pereira, нар. 21 квітня 1957, Лісабон) — португальський футбольний арбітр категорій ФІФА та УЄФА.

## Біографія
З 1989 по 2002 роки працював на матчах чемпіонату Португалії. З 1997 року — арбітр УЄФА елітної групи.
Працював на матчах чемпіонатів світу 1998 та 2002 років, де відсудив по одному матчу групового етапу та 1/8 фіналу, а також на матчах Євро-2000, де обслуговував два матчі групового етапу та один із чвертьфіналів . На далекосхідному «мундіалі» помилково зарахував гол данця Йон-Даля Томассона у ворота збірної Франції, забитий після явного порушення правил проти Марселя Десаї.
На клубному рівні відзначився тим, що обслуговував матч Суперкубка УЄФА 2001 року між «Баварією» та «Ліверпулем», а також фінальну гру Кубка УЄФА 2002 року між «Феєнордом» та дортмундською «Боруссією». Крім цього працював на двох півфінальних матчах Ліги чемпіонів (у 1999 та 2000 роках) та півфінальному матчі Кубка володарів кубків (у 1998 році).
Після закінчення суддівської кар'єри працював у Грецькій федерації футболу, потім — інспектором УЄФА. У 2011 році був удостоєний спеціальної премії ФІФА.
23 вересня 2021 року був призначений керівником суддівського департаменту Російського футбольного союзу, але вже 15 березня наступного року покинув посаду.